# فلنوكيات
الفُلْنُوكِيَّات (الاسم العلمي: Eupleridae) هي فصيلة من آكلات اللحوم المتوطنة في مدغشقر وتضم 10 الأنواع الحية المعروفة وسبعة أجناس، والمعروفة أيضًا باسم النُمُوس الملغاشية أو آكلات اللحوم الملغاشية. أشهر الأنواع المعروفة هي الفوسا (Cryptoprocta ferox) التي تنتمي إلى الفصيلة الفرعية Euplerinae. صُنفت جميع أنواع Euplerinae سابقًا على أنها زباديات، بينما صُنفت جميع الأنواع في الفصيلة الفرعية لحيوانات الفونتسيرا (Galidiinae) على أنها نمسيات.
تعتبر جميع أنواع الفلنوكيات من الأنواع المهددة بسبب تدمير الموائل، وكذلك الافتراس والمنافسة من الأنواع المستقدمة.